# 機戰聯盟
《機戰聯盟》（Cosmic Break 2）是由CyberStep（サイバーステップ）開發並營運的大型多人線上第三人稱射擊遊戲（MMOTPS），超時空戰記的續作。目前在日本營運。臺灣伺服器在2018年2月1日停運。

## 外部連結
- 官方网站 （日語）
- 機戰聯盟粉絲團
- 臺灣官方網站